# Victor-Jean Nicolle
Pour les articles homonymes, voir Nicolle.
Victor-Jean Nicolle (1754 à Paris - 1826 à Paris) est un artiste peintre et dessinateur français.
Il suit une formation d'architecte puis devient un spécialiste de paysages. Ses dessins sont essentiellement des aquarelles et pastels. Il fait plusieurs voyages à Rome dont il produit de nombreuses vues reproduisant les monuments et ruines de la ville éternelle.

## Œuvres
- Gray (Haute-Saône), musée Baron-Martin :
  - Obélisque du palais pontifical de St Jean de Latran, aquarelle, 13 × 8 cm ;
  - Colonne Trajane, à Rome, aquarelle, 13 × 8 cm ;
  - Colonne Antonia à Rome, ou Antonina, aquarelle, 13 × 8 cm ;
  - Colonne du temple de la paix, place Ste Marie-Majeure, aquarelle, 13 × 8 cm ;
  - Colonnes du temple de Jupiter au Campo Vaccino, aquarelle, 20 × 30 cm ;
  - Vue del Casino della Villa Corsini situé sur le Mon (sic) Janicule à Rome et Vue de la porte Majeure située sur la voie à Rome, plume, 56 × 86 cm ;
  - Atelier de sculpteur antique, aquarelle, 14 × 13 cm.